# Pesca con fisga

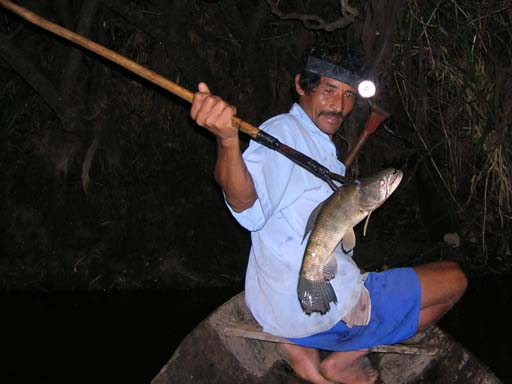
Un fisgador en la cuenca del Amazonas, Perú.

La pesca con fisga es la práctica de capturar peces o animales pequeños con un fisga o una lanza similar de múltiples puntas. La fauna comúnmente capturada incluye chupadores de agua dulce, lenguados de agua salada y animales de caza menor, tales como ranas. Una fisga puede referirse a cualquier vara larga a la que se le ha puesto en un extremo una lanza de múltiples pinchos. La vara de la fisga varía en longitud de 2,5 a 4,3 m (8 a 14 pies) en fisgas para peces y de 1,5 a 2,5 m (5 a 8 pies) en fisgas para ranas. Una fisga tiene típicamente tres o cuatro pinchos dentados similares a un tridente; sin embargo, las fisgas se pueden hacer de cualquier cantidad de dientes. En el pasado, la gente sujetaba nudos de pino iluminados en el extremo de las fisgas para alumbrarse de noche.

## Pesca de chupadores con fisga
Los chupadores son peces que se alimentan en el fondo, son comunes en muchas partes de los EE. UU. La pesca con fisga de chupadores para alimento ocurre predominantemente en el sur de Misuri y el norte de Arkansas, en la región conocida como los Ozarks. La pesca con fisga de chupadores generalmente se realiza de noche con luces para maximizar la visibilidad de los peces que se mueven rápidamente. Los residentes de Ozarks del pasado a menudo vadeaban los claros arroyos locales por la noche y fisgaban chupadores mientras se alumbraban con linternas de mano. La pesca con fisga de chupadores moderna utiliza chalanas especialmente hechas que tienen una serie de luces montadas en la proa del bote y una barandilla alrededor de la proa que permite al fisgador ponerse de pie y mirar hacia el frente del bote mientras intenta localizar y fisgar peces. El sistema de iluminación suele funcionar con gas, un generador o una batería.

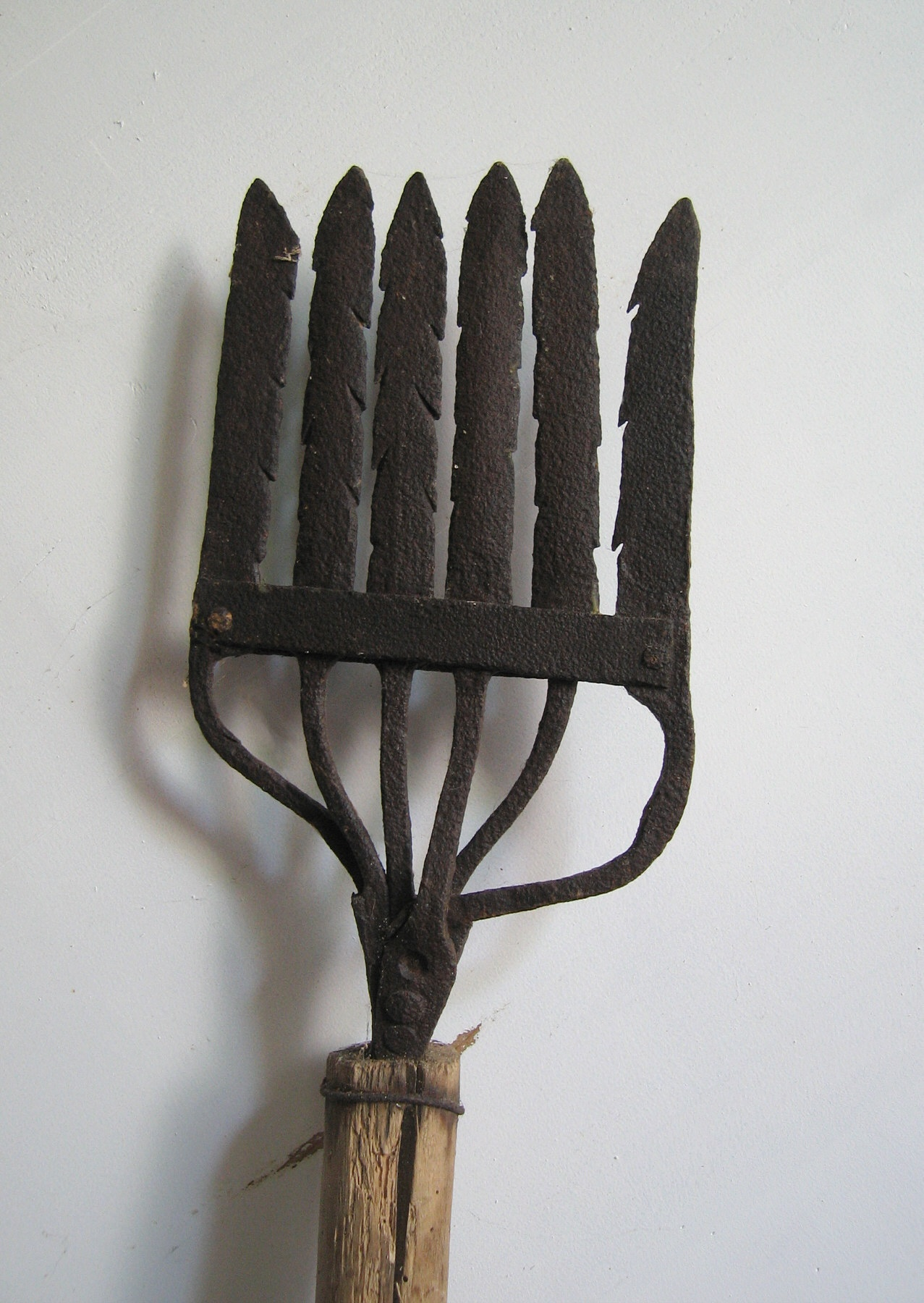
Fisga para peces en un museo

Especies como Catostomus commersonii e Hypentelium nigricans son comúnmente pescadas para comer. Se pueden enlatar o ahumar; pero, por lo general, se fríen. Tradicionalmente, se le hacen pequeñas incisiones a la carne (denominadas "puntaje") antes de freírla para dejar que las espinitas internas se ablanden y se hagan comibles.

## Pesca de lenguados con fisga

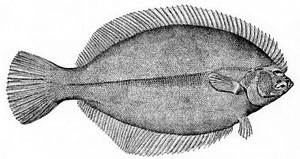
Platija encarnada

Los lenguado o peces planos viven en áreas costeras de agua salada y yacen en el fondo de aguas poco profundas esperando a que camarones o pececillos les naden cerca. La pesca del lenguado con fisga puede hacerse de día, pero a menudo se hace con mayor éxito de noche usando luces potentes. Este método toma como blancos a peces que buscan alimento de noche. La luz se utiliza para detectar a los peces normalmente camuflados. A lo largo de la historia, se han empleado varas de bambú huecas rellenas de carbón para alumbrar y, más recientemente, lámparas de queroseno. Las luces modernas suelen utilizar lámparas halógenas o LED. Este método es efectivo en aguas claras y poco profundas donde los peces se pueden observar fácilmente desde arriba. Los peces cegados temporalmente se arponean con la fisga o, a veces, se pueden coger a mano. Durante los eventos de pesca, una persona experimentada sostiene una lámpara en la mano y señala los peces para que otras personas los cojan.
La pesca del lenguado con fisga se puede hacer vadeando sigilosamente en aguas poco profundas, pero generalmente se hace desde una chata. Una chata está diseñada específicamente para fisgar lenguados. Por lo general, tiene un fondo plano y ancho para proporcionar una plataforma estable y la capacidad de navegar en aguas poco profundas. Estos botes se navegan con una pértiga a lo largo de las riberas y marismas donde puede haber lenguados. Una batería alimenta series de luces para visualizar los peces planos.

## Caza de ranas con fisga

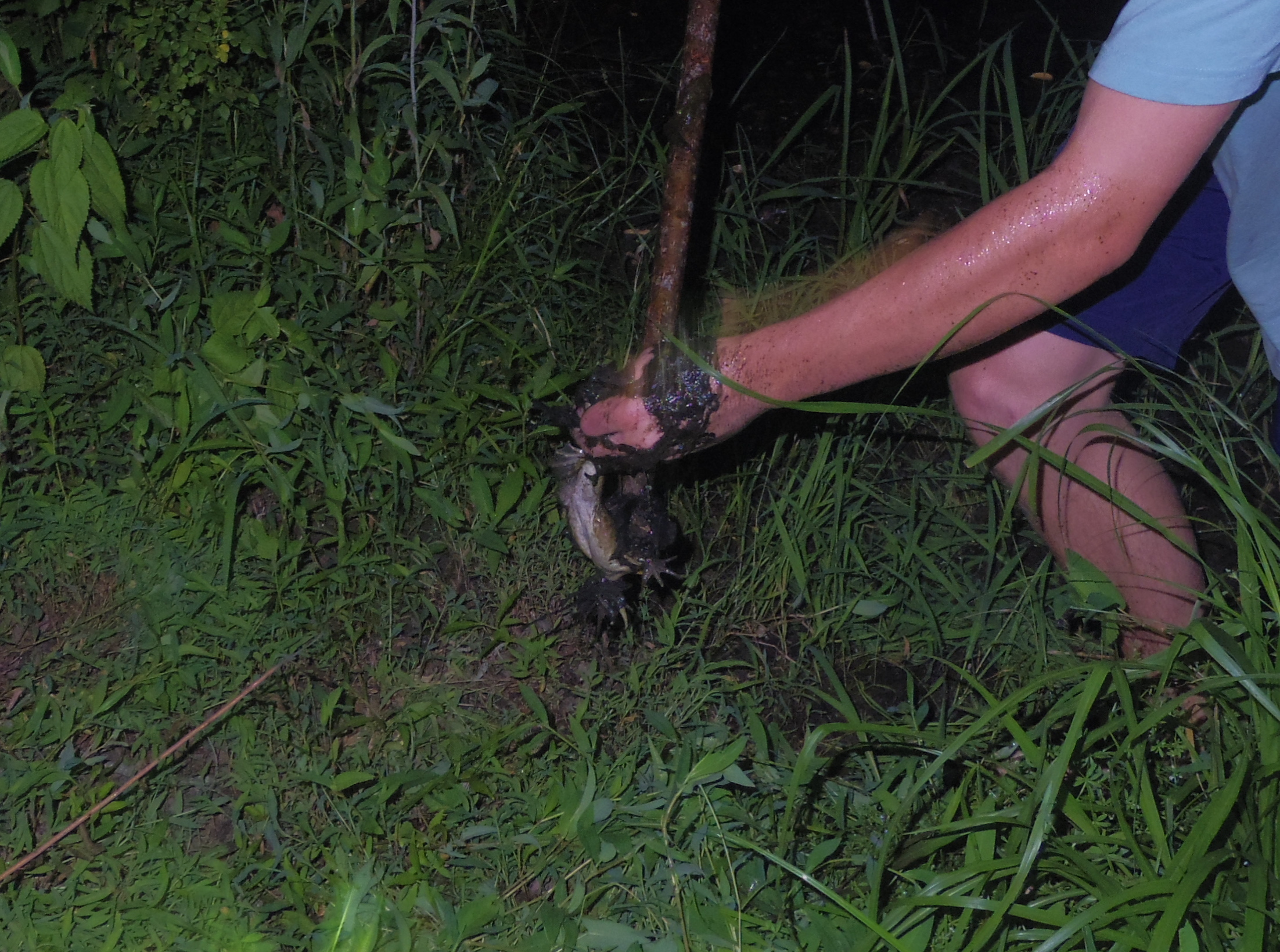
Rana toro capturada de noche junto a un estanque en el sur de los Estados Unidos con una simple fisga casera para ranas hecha de madera y clavos.

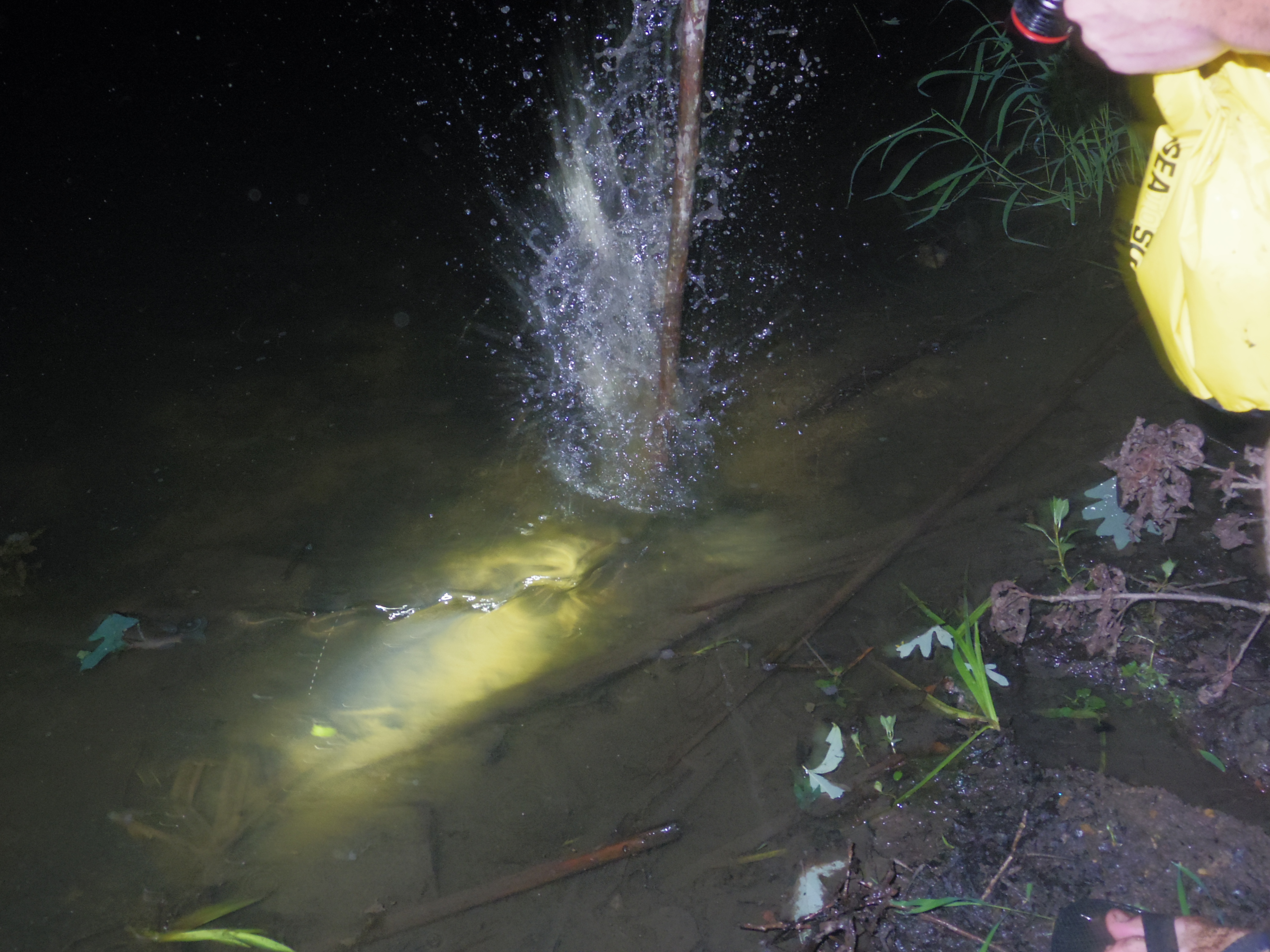
Cazando ranas de noche desde la orilla de una poza usando una linterna y una fisga casera.

La caza de ranas con fisga se suele hacer de noche, pero también se puede hacer de día. Tradicionalmente se utilizan linternas o focos para localizar las ranas ya que sus ojos reflejan la luz de noche. Además de ayudar a localizar las ranas, una luz brillante en los ojos aturde o deslumbra a las ranas lo que hace que sea menos probable que la rana vea a un cazador que se aproxima o la propia fisga. A menudo se prefiere una fisga de cuatro o cinco dientes para las ranas, ya que normalmente son más anchas, lo que le da al fisgador de ranas más margen de error al encajarle la fisga a una rana. Sin embargo, las fisgas para ranas tienen tradicionalmente dientes más pequeños y generalmente son más pequeñas en conjunto que las fisgas que se usan para peces. Se requiere una licencia de pesca o caza en la mayoría de los estados y jurisdicciones. Las normas para la caza de ranas con fisga normalmente se encuentran en las reglamentaciones de caza y pesca de cada estado.
A las ranas a menudo se les busca por la carne de sus patas posteriores. Las ancas de rana a menudo se cocinan fritas o salteadas. En proporción, las ancas pueden contener tanta carne como los muslos de un pollo de tamaño mediano. Tradicionalmente se empanizan con una mezcla de huevo y migas de pan o galleta salada. Las ancas de rana se limpian, se empanizan con harina y se cuecen en mantequilla derretida. Este plato se sirve inmediatamente con mojo de ajo y perejil.

La práctica de fisgar ranas ha sido mencionada de manera notable en el fútbol americano universitario. La Universidad de Texas A&M usa el grito: Físguenlos, agris (“Gig 'em, Aggies”) que se estrenó como grito de guerra contra la Universidad Cristiana de Texas (cuya mascota es la rana cornuda), y la frase se ha quedado al punto de ser usada en todos los otros deportes de Texas A&M y más allá.

## Otros peces
La pesca con fisga también se puede emplear en la captura de una variedad de especies de peces que no figuran dentro la pesca deportiva en numerosos estados. En Oklahoma, la lobina blanca de pesca deportiva también se puede capturar con fisga.